# كونستانس تاورز
كونستانس تاورز (بالإنجليزية: Constance Towers)‏ مواليد 20 مايو 1933 في مونتانا، الولايات المتحدة، هي ممثلة أمريكية بدأت مسيرتها الفنية عام 1952.

## وصلات خارجية
- كونستانس تاورز على موقع IMDb (الإنجليزية)
- كونستانس تاورز على موقع ألو سيني (الفرنسية)
- كونستانس تاورز على موقع ميوزك برينز (الإنجليزية)
- كونستانس تاورز على موقع أول موفي (الإنجليزية)
- كونستانس تاورز على موقع قاعدة بيانات برودواي على الإنترنت (الإنجليزية)
- كونستانس تاورز على موقع قاعدة بيانات الأفلام السويدية (السويدية)
- كونستانس تاورز على موقع إن إن دي بي (الإنجليزية)
- كونستانس تاورز على موقع ديسكوغز (الإنجليزية)
- كونستانس تاورز على موقع قاعدة بيانات الفيلم (الإنجليزية)
- كونستانس تاورز على موقع كينوبويسك (الروسية)